# 韋爾 (麻薩諸塞州)
韋爾（英語：Ware）是一個位於美國麻薩諸塞州漢普夏縣的鎮。

## 人口
根據2020年美國人口普查的數據，韋爾的面積為103.50平方千米，當中陸地面積為89.00平方千米，而水域面積為14.50平方千米。當地共有人口10066人，而人口密度為每平方千米97人。